# The 21st Century Guide to King Crimson - Volume One - 1969-1974
| Recensione     | Giudizio |
| -------------- | -------- |
| AllMusic       |          |
| All About Jazz |          |

The 21st Century Guide to King Crimson - Volume One è una raccolta del gruppo musicale britannico King Crimson, pubblicata nel 2004 dalla Discipline Global Mobile.

## Descrizione
Contiene il primo periodo di attività della band, ovvero dal 1969 al 1974 ed è strutturato su quattro dischi che raggruppano le principali registrazioni in studio e dal vivo suddividendole per periodi.

## Tracce
CD 1 – In Studio (1969-71)
1. 21st Century Schizoid Man
2. I Talk to the Wind
3. Epitaph
4. Moonchild (abbreviata)
5. The Court of the Crimson King
6. Peace - A Theme
7. Cat Food
8. Groon
9. Cadence and Cascade
10. In the Wake of Poseidon (versione strumentale)
11. Ladies of the Road
12. The Sailor's Tale (abbreviata)
13. Islands (versione strumentale)
14. Tuning Up
15. Bolero

CD 2 – Live (1969-72)
1. The Court of the Crimson King (Fillmore West 14 Dec. 1969)
2. A Man, A City (Fillmore East 21 Nov. 1969)
3. 21st Century Schizoid Man (Fillmore East 21 Nov. 1969)
4. Get Thy Bearings (Chesterfield Jazz Club 7 Sept. 1969)
5. Mars (Fillmore West 14 Dec. 1969)
6. Pictures of a City (Summit Studios, Denver 15 Dec. 1972)
7. The Letters (Plymouth Guildhall 11 May 1971)
8. A Sailor's Tale (Jacksonville 26 Feb. 1972)
9. Groon (Wilmington 11 Feb. 1972)
10. 21st Century Schizoid Man (Wilmington 11 Feb. 1972)

CD 3 – In Studio (1972-74)
1. Larks' Tongues in Aspic Part I (abbreviata)
2. Book of Saturday
3. Easy Money
4. Larks' Tongues in Aspic Part II
5. The Night Watch
6. The Great Deceiver
7. Fracture
8. Starless (abbreviata)
9. Red
10. Fallen Angel
11. One More Red Nightmare

CD 4 – Live (1973-74)
1. Asbury Park (Asbury Park, NJ 28 June 1974)
2. The Talking Drum (Pittsburgh, PA 29 April 1974)
3. Larks' Tongues in Aspic Part II (Asbury Park, NJ 28 June 1974)
4. Lament (Asbury Park, NJ 28 June 1974)
5. We'll Let You Know (Glasgow 23 Oct 1973)
6. Improv: Augsburg (Augsburg 27 March 1974)
7. Exiles (abridged) (Asbury Park, NJ 28 June 1974)
8. Easy Money (Asbury Park, NJ 28 June 1974 / Providence, RI 30 June 1974)
9. Providence (Providence, RI 30 June 1974)
10. Starless and Bible Black (Amsterdam 23 November 1973)
11. 21st Century Schizoid Man (Providence, RI 30 June 1974)
12. Trio (Amsterdam 23 November 1973)

## Formazione
- Robert Fripp - chitarra mellotron, effetti
- Ian McDonald - flauto, fiati, tastiere, mellotron, voce
- Greg Lake - basso, voce
- Michael Giles - batteria, percussioni
- Peter Sinfield - testi
- Peter Giles - basso
- Keith Tippett - pianoforte
- Mel Collins - sassofono, flauto, mellotron
- Gordon Haskell - basso, voce
- Andy McCullough - batteria
- Robin Miller - oboe, corno inglese
- Mark Charig - corno
- Nick Evans - trombone
- Boz Burrell - basso, voce
- Ian Wallace - batteria
- Harry Miller - contrabbasso
- David Cross - violino, viola, mellotron
- John Wetton - basso, tastiere, voce
- Jamie Muir - percussioni
- Bill Bruford - batteria, percussioni